# Fränzi Mägert-Kohli
Franziska Mägert-Kohli detta Fränzi (Thun, 31 maggio 1982) è una snowboarder svizzera.

## Biografia
Specialista dello slalom parallelo e dello slalom gigante parallelo, ha esordito in Coppa del Mondo il 29 ottobre 2002 nel gigante parallelo di Sölden (Austria) giungendo 22º. Quattro anni dopo sullo stesso tracciato conquista la sua prima vittoria di Coppa del Mondo.
Ai Mondiali di Arosa 2007 conquista il bronzo nel gigante parallelo, mentre due anni dopo a  Gangwon 2009 (Corea del Sud) vince l'oro iridato nello slalom parallelo.

## Palmarès

### Mondiali
- 2 medaglie:
  - 1 oro (in slalom parallelo a Gangwon 2009).
  - 1 bronzo (in slalom gigante parallelo a Arosa 2007).

### Coppa del Mondo
- Miglior piazzamento in classifica generale: 3ª nel 2007.
- 21 podi
  - 7 vittorie
  - 10 secondi posti
  - 4 terzi posti

#### Coppa del Mondo - vittorie
| Data             | Luogo        | Paese       | Disciplina |
| ---------------- | ------------ | ----------- | ---------- |
| 21 ottobre 2006  | Sölden       | Austria     | PGS        |
| 22 febbraio 2007 | Bardonecchia | Italia      | PGS        |
| 16 marzo 2007    | Stoneham     | Canada      | PGS        |
| 15 dicembre 2009 | Telluride    | Stati Uniti | PGS        |
| 16 dicembre 2010 | Telluride    | Stati Uniti | PGS        |
| 27 marzo 2011    | Arosa        | Svizzera    | PGS        |
| 13 ottobre 2011  | Landgraaf    | Paesi Bassi | PSL        |